# 先天性膽酸合成障礙
先天性膽酸合成障礙是一種遺傳病，其會導致膽酸無法合成。由於膽酸需要不少基因合作，所以先天性膽酸合成障礙又分不同種類。臨床上有膽汁滯留、黃疸、肝硬化等表徵。
此遺傳病的發生率未知。
遺傳方面，其遺傳方式為體染色體隱性遺傳。